# Innovia Monorail
Innovia Monorail是阿尔斯通（原庞巴迪运输）旗下Innovia系列的全自动无人驾驶单轨列车系统。自1989年首次亮相至今，已有三代产品，分别是Innovia Monorail 100，Innovia Monorail 200，以及最新的Innovia Monorail 300。

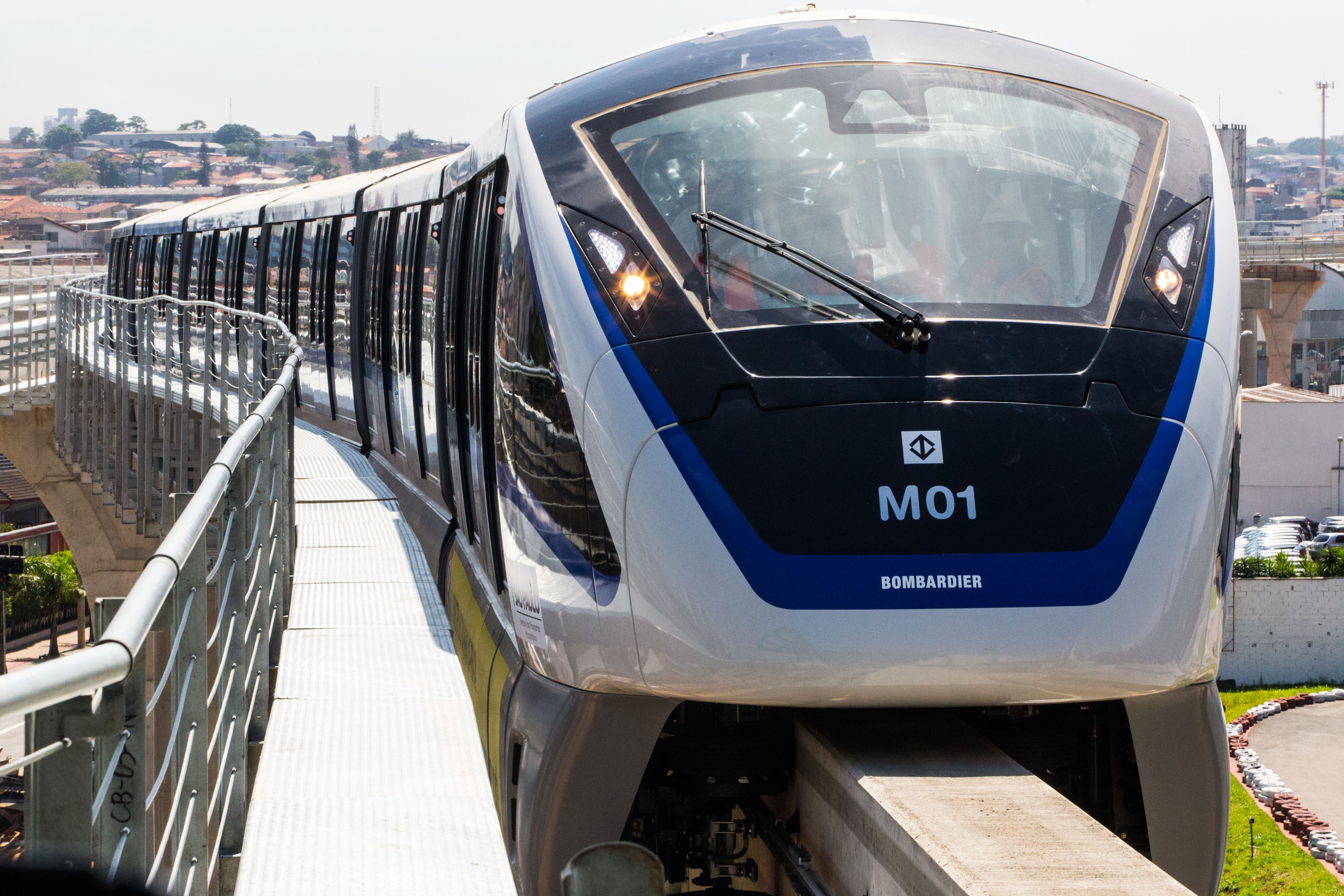
圣保罗地铁15号线所使用的Innovia Monorail 300列车

## 历史
Innovia Monorail系列单轨列车的历史可以追溯到1989年，当时华特迪士尼世界度假区将其单轨列车系统所使用的列车更新为由加拿大庞巴迪运输生产的Mk6型单轨列车，该型号列车也是庞巴迪运输所生产的首款单轨列车。
2014年11月，南车南京浦镇车辆（今中车南京浦镇车辆）和庞巴迪运输共同出资组建中车浦镇庞巴迪运输系统有限公司，是内地首家专门从事单轨和自动旅客捷运系统（APM）胶轮轨道交通车辆及系统设计、生产、集成与销售的高新技术企业。

## 技术特点
Innovia Monorail单轨车辆采用全自动无人驾驶方案，采用橡胶轮胎跨行于梁轨合一的轨道梁上，最大爬坡能力可达100‰，最小曲线半径为46m；每列车可以搭载270到1,150名乘客，单向每小时运量为1-4万人次，最高可达4.8万人次。

## 制造
现时，该系列单轨列车在如下地区的工厂生产：
- 加拿大：金斯顿
- 中华人民共和国（中车浦镇阿尔斯通）：芜湖[5]、柳州[6]
- 巴西：奥托兰迪亚[7]
- 英国：德比[8]

## 运用

### Innovia Monorail 100

#### 运营中
- 美国：杰克逊威尔Skyway列车（英语：Jacksonville Skyway）；纽瓦克国际机场捷运

#### 已关闭
- 美国：坦帕国际机场捷运（英语：Tampa International Airport People Movers）（1991-2020）

### Innovia Monorail 200
- 美国：拉斯维加斯单轨列车

### Innovia Monorail 300

#### 运营中
- 巴西：圣保罗地铁15号线
- 中华人民共和国：芜湖轨道交通1号线、2号线[9]
- 泰國：曼谷地铁黄线、粉红线[10]

#### 建造中/已搁置
- 沙烏地阿拉伯：阿卜杜拉国王经济区（英语：King Abdullah Financial District）单轨铁路[11]
- 中华人民共和国：柳州轨道交通1号线、2号线[12]
- 埃及：开罗单轨新行政首都线、十月六日城线[13]
- ：圣地亚哥-德洛斯卡瓦耶罗斯单轨[14]

## 图集

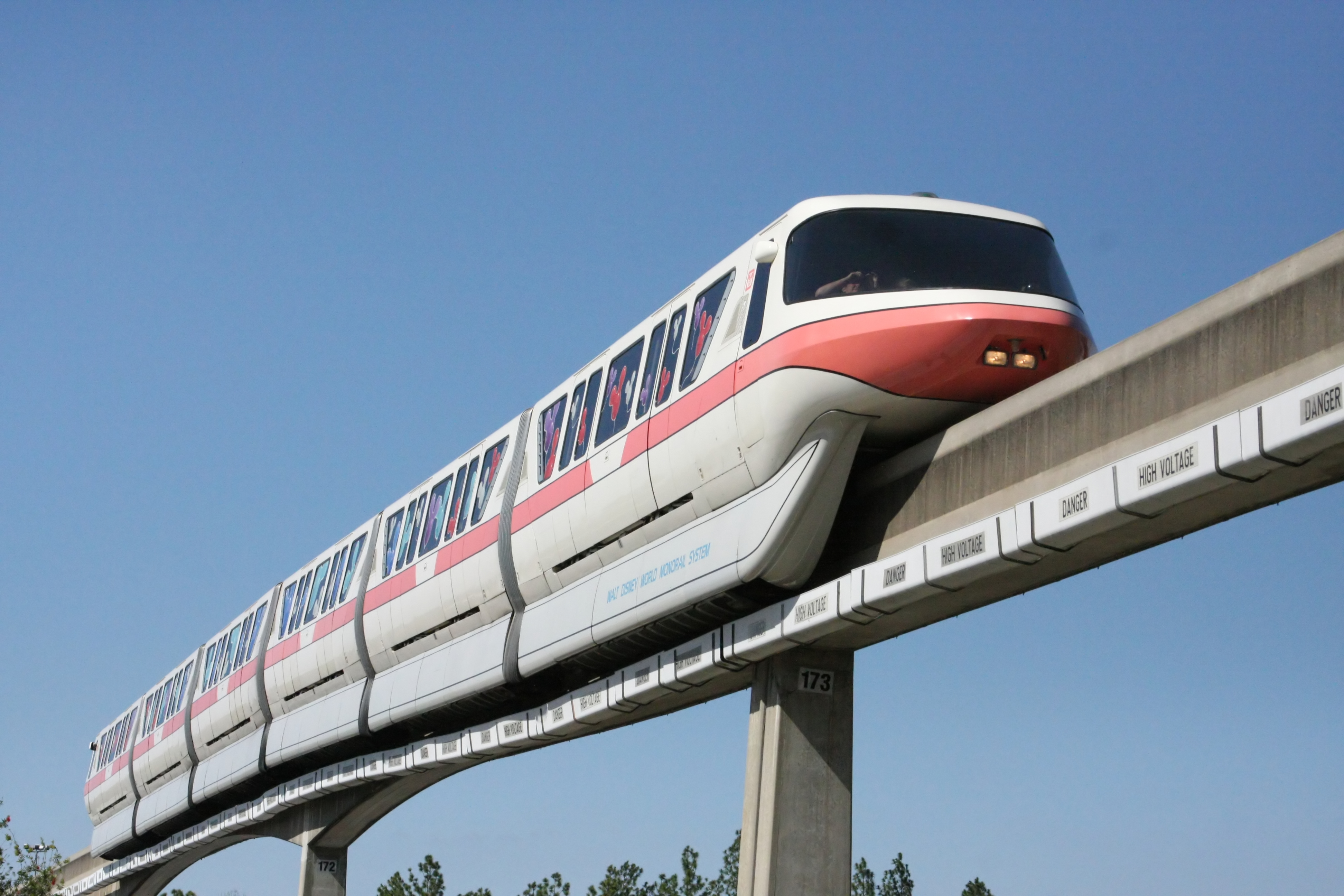
华特迪士尼世界度假区的Mk6型单轨列车（英语：Mark VI monorail），列车由当时的庞巴迪运输制造
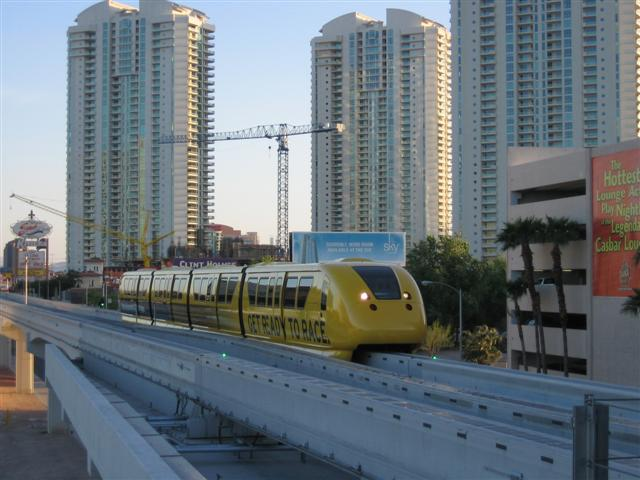
拉斯维加斯单轨的Mk4型单轨列车，列车由当时的庞巴迪运输制造
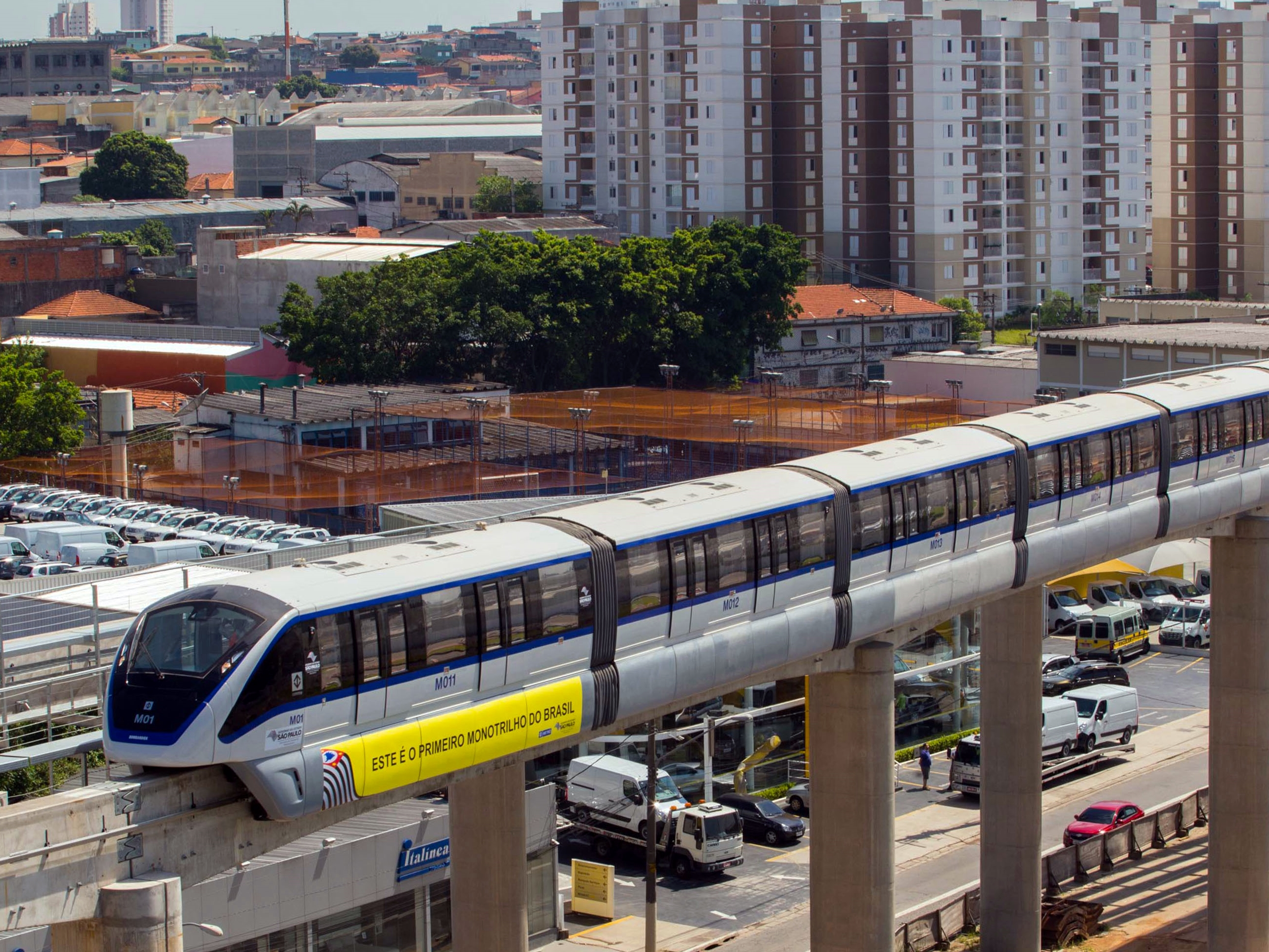
圣保罗地铁15号线的Innovia Monorail 300列车
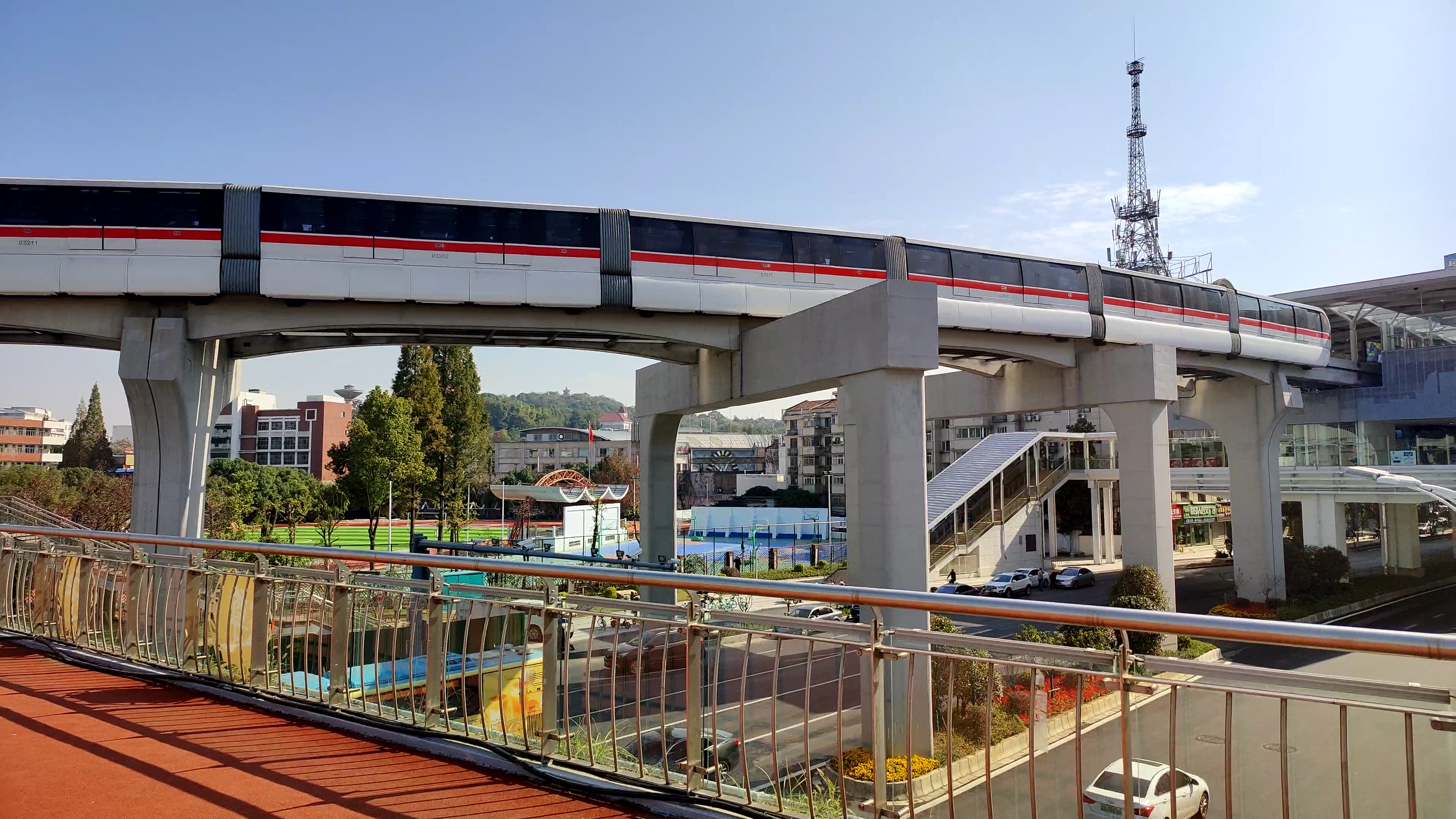
芜湖轨道交通1号线的Innovia Monorail 300列车
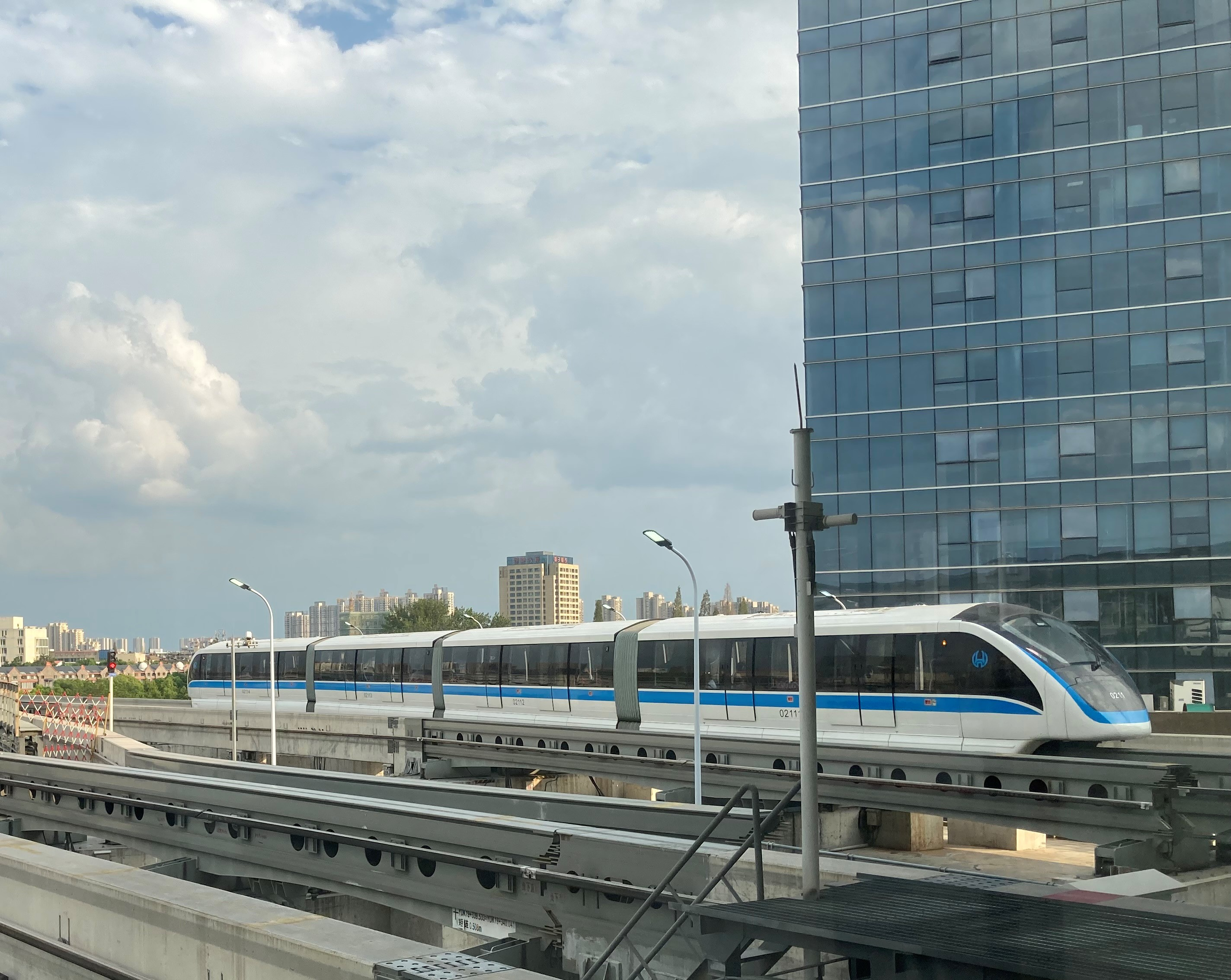
芜湖轨道交通2号线的Innovia Monorail 300列车
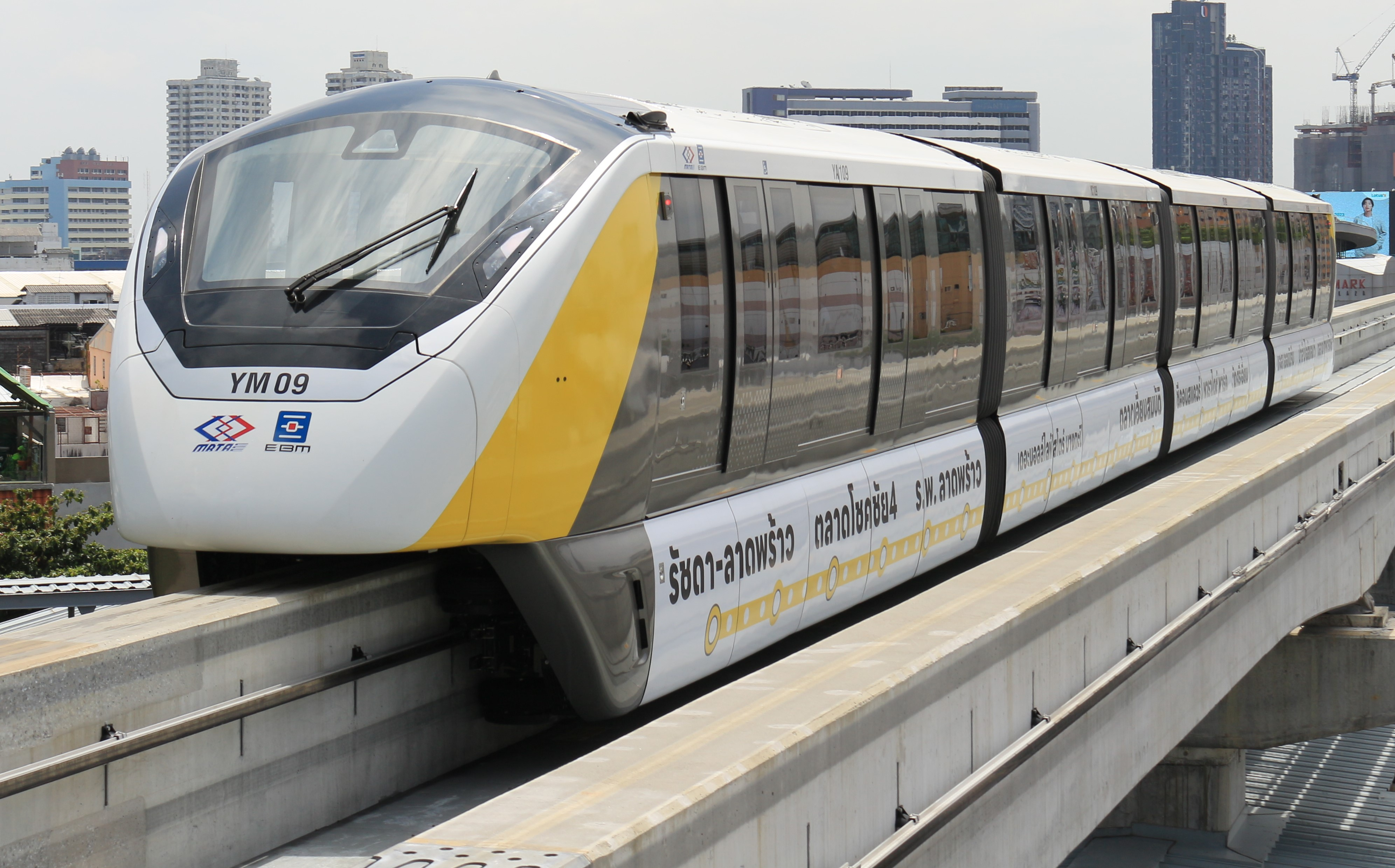
曼谷单轨铁路黄线的Innovia Monorail 300列车
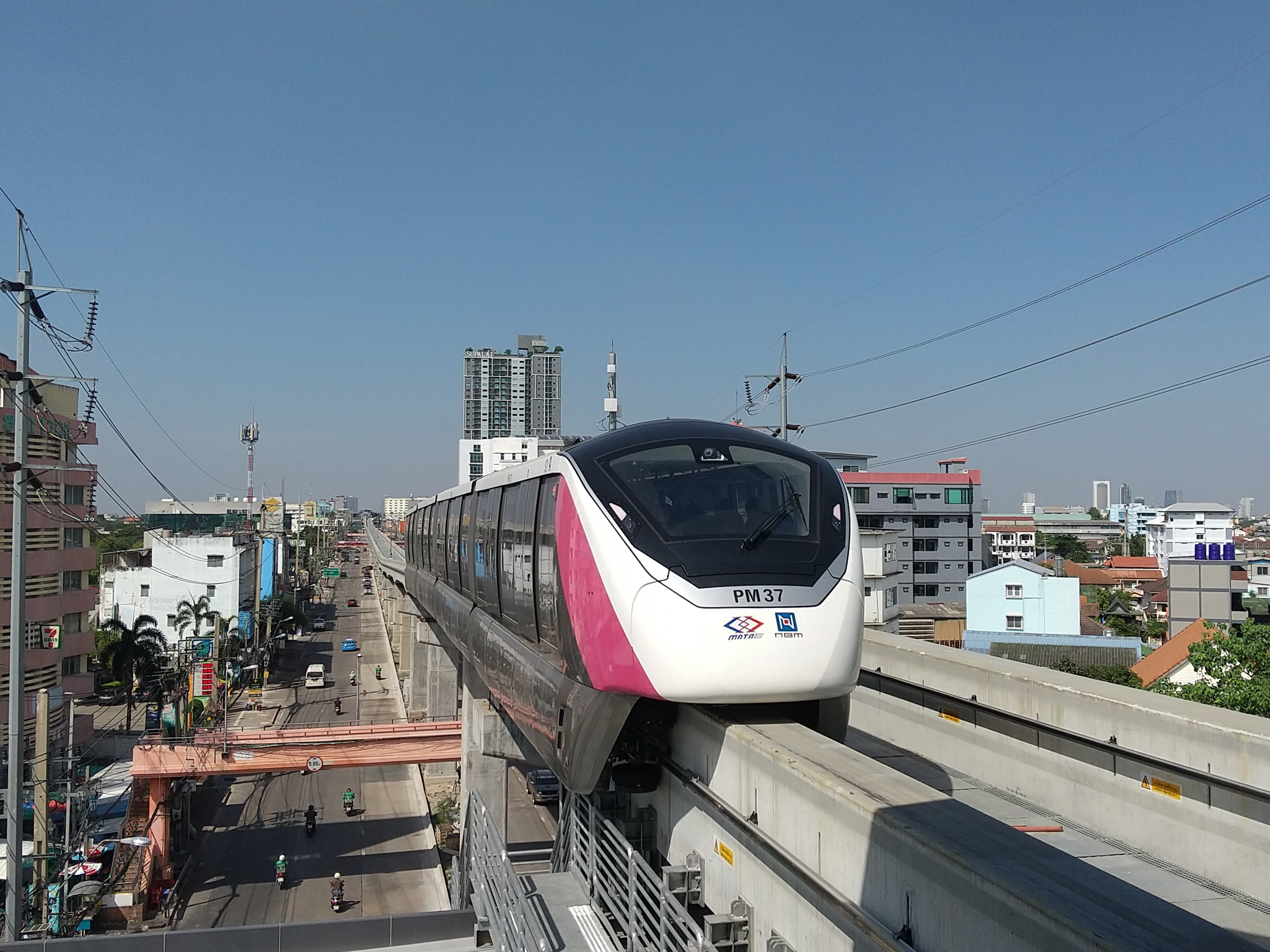
曼谷单轨铁路粉红线的Innovia Monorail 300列车